# 松江市立出雲郷小学校
松江市立出雲郷小学校（まつえしりつ あだかえしょうがっこう）は、島根県松江市東出雲町出雲郷にある公立小学校。

## 学校概要
- 校長　安田稔
- 校舎：鉄筋コンクリート2階建て（一部鉄骨、一部3階）3,955m2　　
  - 北校舎：昭和55年建築、昭和61年増築　　　　　　
  - 南校舎：平成11年全面改築、平成17年増築
- 講堂：鉄筋コンクリート2階建て1,010m2、平成4年全面改築

## 沿革
- 1954年4月 - 出雲郷村、揖屋町、意東村、3町村の合併により旧出雲郷村立出雲郷小学校を改称して創立。
- 1965年2月 - 新校舎完成。
- 1966年1月 - 体育館完成。
- 1971年7月 - プール完成。
- 1980年4月 - 増築校舎完成。
- 1986年2月 - 増築校舎完成。
- 1999年4月 - 新校舎利用開始。
- 2005年9月 - 増築校舎完成。
- 2011年8月 - 市町合併により松江市に移管。

## 学校教育目標
- 未来を切り拓く、豊かな人間性とたくましい実践力をそなえた出雲郷の子どもを育てる

## 目指す子供像
- あ　頭を使い、じっくり考える子
- だ　誰とも助け合う、心豊かな子
- か　からだを鍛え、がんばりぬく子
- え　笑顔で、進んで働く子

## 児童数
- 450人(2021年)

## 著名な出身者
- 神田さくら（バレーボール選手：JTマーヴェラス）